# 岩佐又兵衛
岩佐又兵衛（日语：／ Iwasa Matabē，1578年（天正6年）—1650年7月20日（慶安3年六月二十二日））是日本江户时代初期畫師。“又兵衛”是表字也是一般稱呼，本名為，号，其餘還有、等名。又称（意為“口吃的又平”）。後人稱之為（浮世繪之元祖，意為比“祖”更早的發祥者），而真正確立浮世繪這一藝術形式的畫師是後來的菱川師宣，人稱（浮世繪之祖，開山鼻祖）。

## 經歷
又兵衛是攝津國川邊郡有岡城荒木村重與夫人的小兒子，出生第二年即天正7年，有岡城之戰結束，有岡城被攻陷之後荒木一族幾乎被殺盡，兩歲的又兵衛被乳母救出，受到石山本願寺的庇護。
據說成人後，又兵衛以母方的岩佐為姓，在織田信長之子織田信雄手下當近習小姓，可能是集文藝、繪畫諸藝於一身的御伽眾一樣的存在。織田信雄改易之後，成為浪人的又兵衛自稱“勝以”，開始了在京都的畫師生涯。
他曾在京都、福井和江戶居住過，死後葬在福井興宗寺。福井大地震後寺廟移走，1987年墓又移進興宗寺，而原址留下石碑。

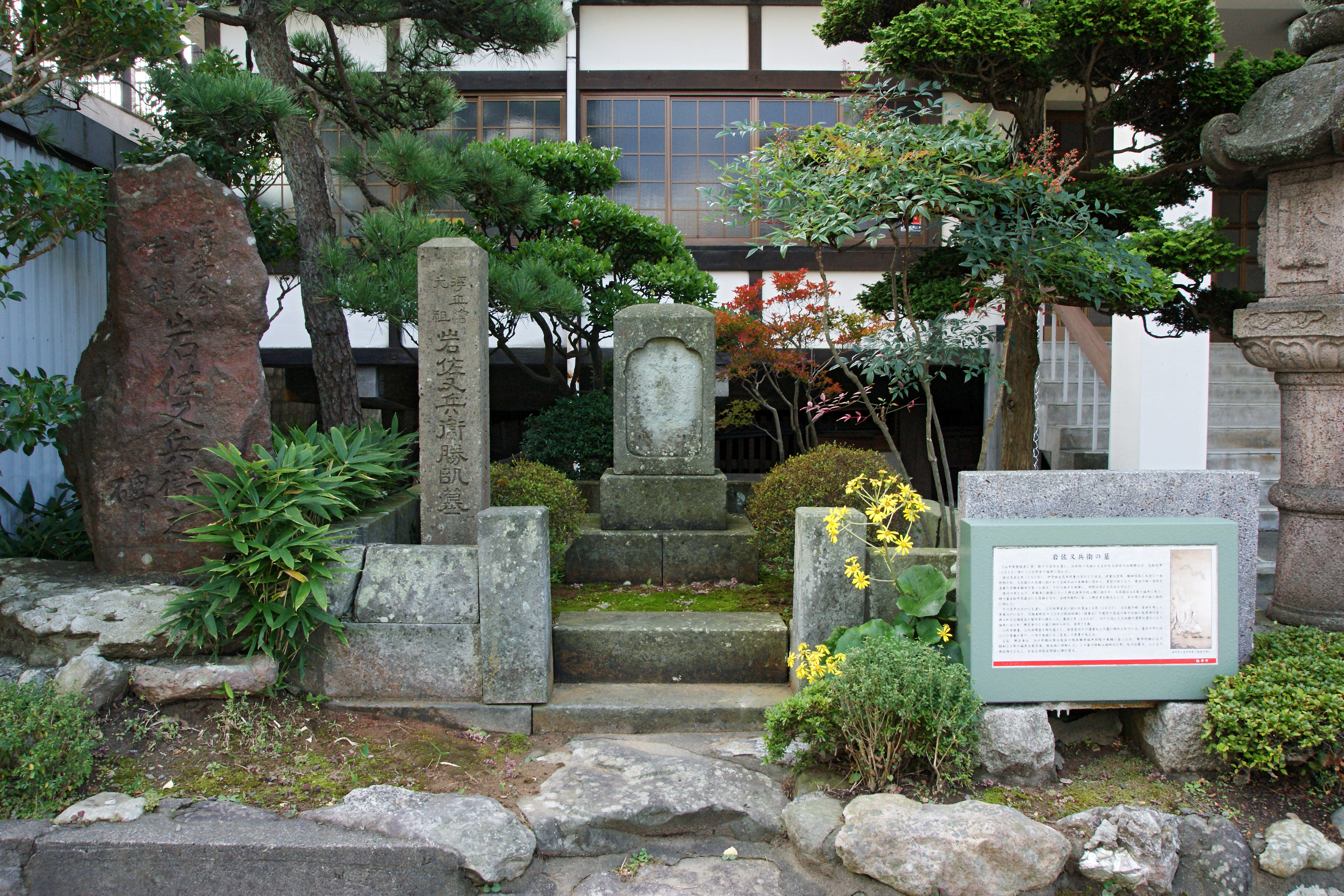
興宗寺內岩佐又兵衛之墓。照片中右側的是介紹

## 繪畫風格
又兵衛據說曾師從其父荒木村重舊時的家臣团狩野内膳。狩野内膳是可以於俵屋宗達齊名的江戶初期大和繪畫師，他吸收包括牧谿、梁楷的中國水墨画和日本的狩野派、海北派、土佐派等多方風格形成自己的流派。也可能效法了土佐光則的繪畫風格。又兵衛的特色表現在畫人物上，他畫的人物魁梧，強調失去平衡的極端動態，人物臉頰豐滿、長下巴，是謂。

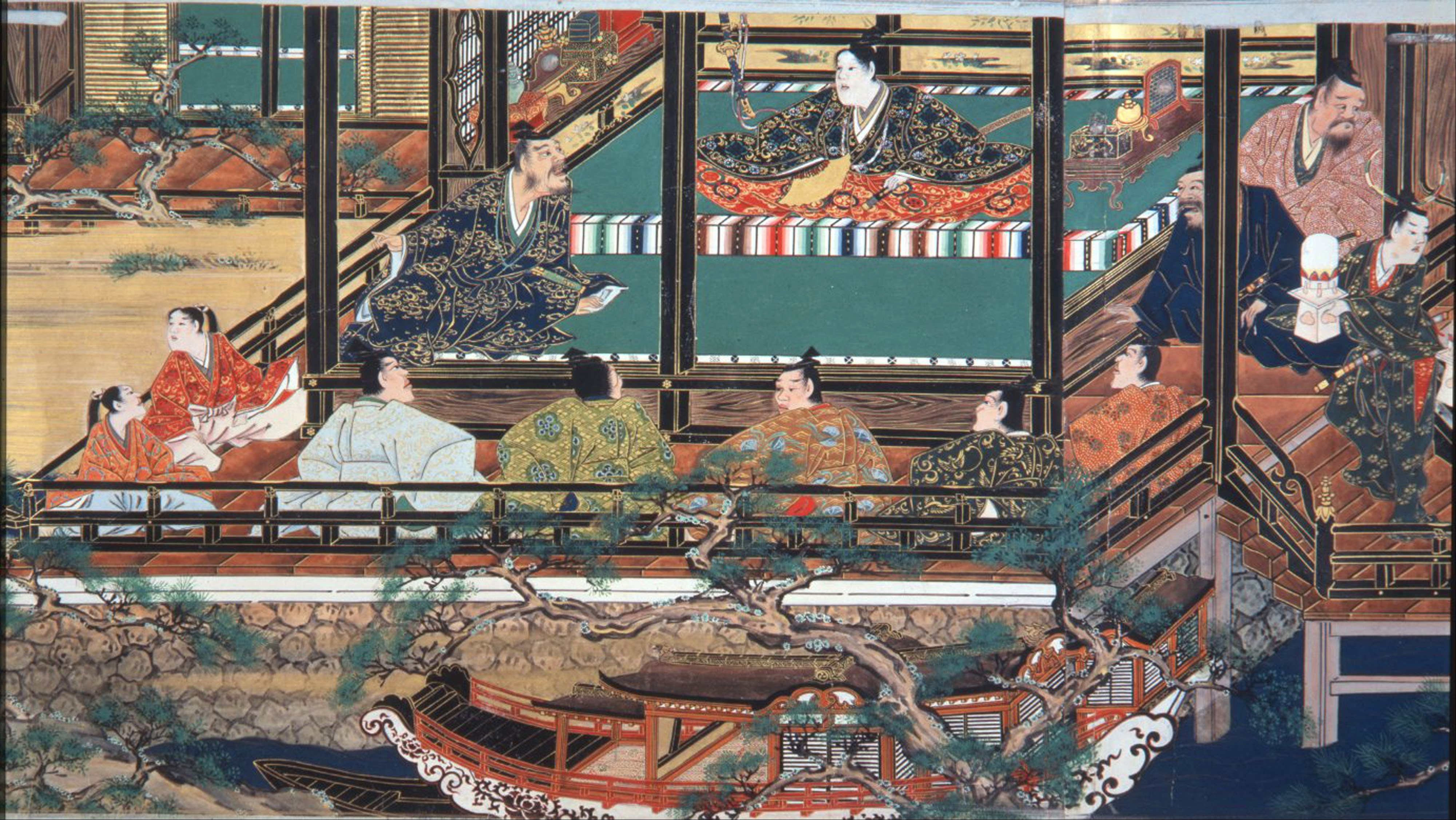
《山中常盤物語絵巻》 （重要文化財）,現藏於MOA美術館

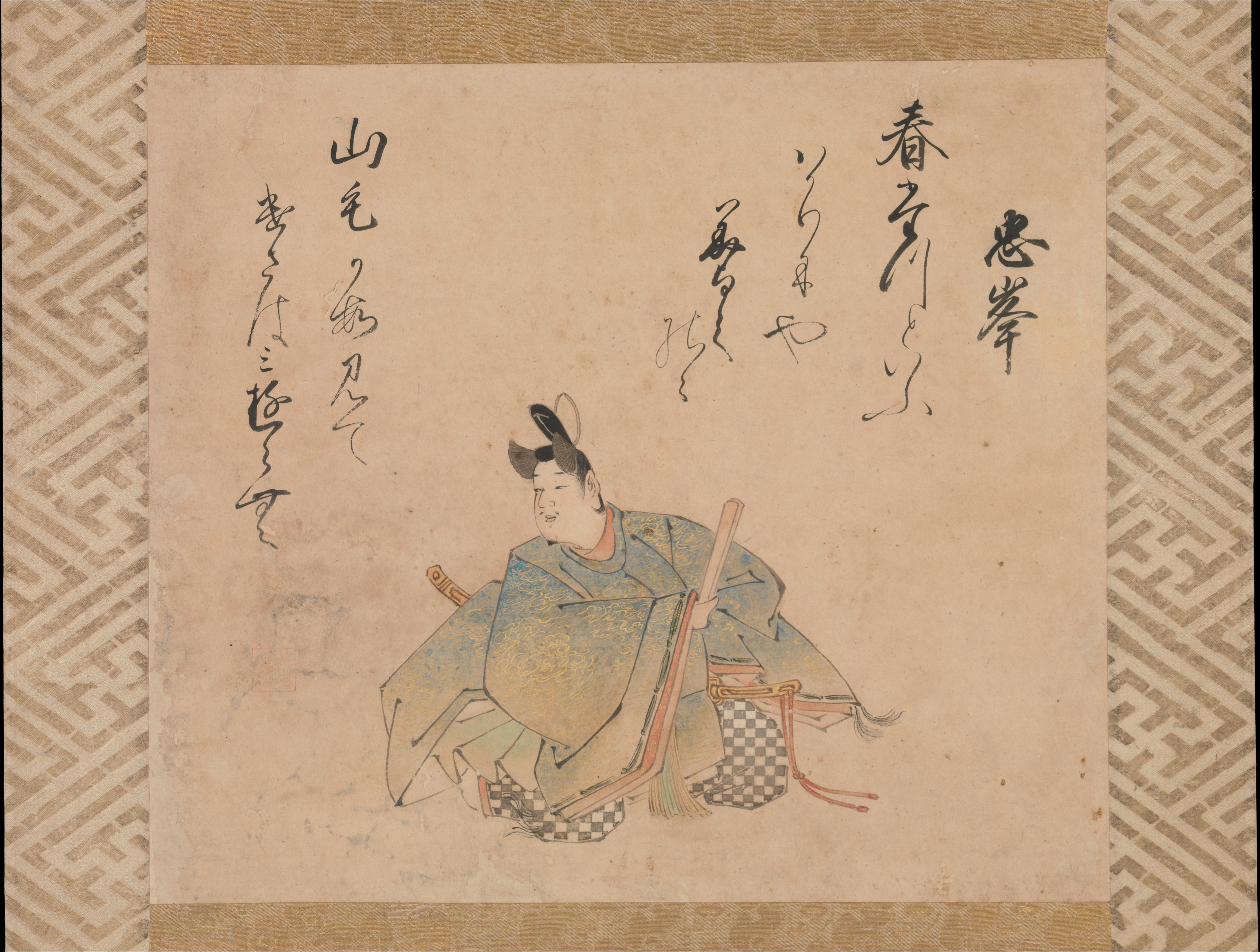
三十六歌仙之壬生忠岑，紐約大都會藝術博物館藏

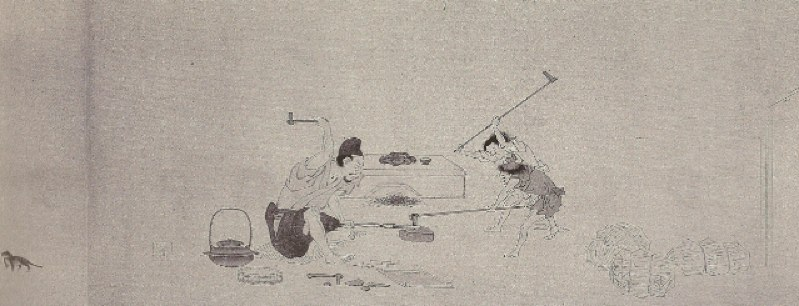
鐵匠勞作，現藏於出光美術館

## 作品展示
- 三十六歌仙之壬生忠岑像裝裱全貌，紐約大都會藝術博物館藏
- （重要文化財），紙本墨画淡彩，現藏於山種美術館（日语：山種美術館）
- （重要文化財），紙本墨画淡彩，現藏於摘水軒記念文化振興財団寺島文化会館
- 仙波東照宮中中紀貫之，紙本墨畫，現藏於MOA美術館
- 仙波東照宮中中柿本人麿，紙本墨畫，現藏於MOA美術館